# 达农沙·森颂汶素
达农沙·森颂汶素（1990年10月13日—），或譯作坦農薩克，泰國男子羽毛球運動員。

## 簡歷
达农沙的父親非常喜歡羽毛球，受他的影響下，達農沙9歲起便開始學習打羽毛球。至15歲時，他入選泰國國家羽毛球隊，成為當時隊中年齡最小的隊員之一。
2010年11月，达农沙代表泰國出戰廣州亞運會，參加羽毛球比賽的男子單打及男子團體項目，奪得男團銅牌。
2013年7月，达农沙·森颂汶素代表泰國出戰俄羅斯喀山舉行的世界大學生運動會羽毛球比賽，贏得男子單打金牌和混合團體銅牌。

### 2013年世錦賽
2013年8月，达农沙·森颂汶素參加中國廣州舉行的世界羽毛球錦標賽，出戰男子單打項目，首圈因對手棄權自動晉級，但在第二圈就以1比2（5-21、21-16、15-21）不敵3號種子、中國的杜鹏宇出局。

### 2014年世錦賽
2014年8月，达农沙·森颂汶素參加丹麥哥本哈根舉行的世界羽毛球錦標賽，出戰男子單打項目。他在首圈以2比0擊敗蘇格蘭的基兰·梅里利斯晉級，次圈再以2比0淘汰印度的阿贾伊·贾亚拉姆；但在第三圈面對荷蘭老將方發財，就以1比2（21-19、18-21、16-21）落敗，16強止步。
2015年7月，达农沙·森颂汶素代表泰國暹羅大學出戰韓國光州市舉行的世界大學生運動會羽毛球比賽，贏得混合團體銅牌。

### 2015年世錦賽
2015年8月，达农沙·森颂汶素參加印尼雅加達舉行的世界羽毛球錦標賽，出戰男子單打項目。在首圈擊敗16號種子、英格蘭選手拉吉夫·欧斯夫後，他在第二圈以2比0擊敗新加坡的黄梓良晉級；但至第三圈面對頭號種子、中國的谌龙，就以0比2（17-21、18-21）落敗，再次16強止步。

## 主要比賽成績
只列出曾進入準決賽的國際賽事成績：
| 年份   | 賽事                     | 公開賽級別 | 項目     | 成績   |
| ------ | ------------------------ | ---------- | -------- | ------ |
| 2008年 | 大阪羽毛球國際挑戰賽     | 國際挑戰賽 | 男子單打 | 亞軍   |
| 2009年 | 樂魚羽毛球國際系列賽     | 國際系列賽 | 男子單打 | 冠軍   |
| 2011年 | 中華台北羽毛球黃金大獎賽 | 黃金大獎賽 | 男子單打 | 亞軍   |
| 2012年 | 韓國羽毛球黃金大獎賽     | 黃金大獎賽 | 男子單打 | 亞軍   |
| 2012年 | 印度羽毛球黃金大獎賽     | 黃金大獎賽 | 男子單打 | 亞軍   |
| 2013年 | 全英羽毛球首要超級賽     | 首要超級賽 | 男子單打 | 準決賽 |
| 2013年 | 蘇迪曼盃                 | 其他       | 混合團體 | 準決賽 |
| 2013年 | 世界大學運動會羽毛球比賽 | 其他       | 混合團體 | 銅牌   |
| 2013年 | 世界大學運動會羽毛球比賽 | 其他       | 男子單打 | 金牌   |
| 2013年 | 丹麥羽毛球首要超級賽     | 首要超級賽 | 男子單打 | 準決賽 |
| 2013年 | 法國羽毛球超級賽         | 超級賽     | 男子單打 | 準決賽 |
| 2015年 | 馬來西亞羽毛球大師賽     | 黃金大獎賽 | 男子單打 | 準決賽 |
| 2015年 | 東南亞運動會羽毛球比賽   | 其他       | 男子團體 | 銀牌   |
| 2015年 | 東南亞運動會羽毛球比賽   | 其他       | 男子單打 | 銅牌   |
| 2015年 | 世界大學運動會羽毛球比賽 | 其他       | 混合團體 | 銅牌   |
| 2016年 | 泰國羽毛球大師賽         | 黃金大獎賽 | 男子單打 | 準決賽 |
| 2016年 | 中國羽毛球大師賽         | 黃金大獎賽 | 男子單打 | 準決賽 |
| 2016年 | 中華台北羽毛球公開賽     | 黃金大獎賽 | 男子單打 | 準決賽 |
| 2016年 | 泰國羽毛球黃金大獎賽     | 黃金大獎賽 | 男子單打 | 冠軍   |
| 2016年 | 丹麥羽毛球首要超級賽     | 首要超級賽 | 男子單打 | 冠軍   |
| 2017年 | 亞洲羽毛球混合團體錦標賽 | 其他       | 混合團體 | 季軍   |
| 2017年 | 蘇迪曼盃                 | 其他       | 混合團體 | 季軍   |
| 2019年 | 美國羽毛球公開賽         | 超級300賽  | 男子單打 | 亞軍   |
| 2019年 | 印尼瑪琅市長羽毛球大師賽 | 超級100賽  | 男子單打 | 亞軍   |

| 2007-2017年 | 首要超級賽 | 超級賽 | 黃金大獎賽 | 大獎賽 | 國際挑戰賽 | 國際系列賽 | 未來系列賽 | 其他 |

| 2018-2026年 | 總決賽 | 超級1000賽 | 超級750賽 | 超級500賽 | 超級300賽 | 超級100賽 | 國際挑戰賽 | 國際系列賽 | 未來系列賽 | 其他 |

### 奧運會和世錦賽參賽紀錄
|          | 2009 | 2010 | 2011 | 2012 | 2013 | 2014 | 2015 | 2016 | 2017 | 2018        |
| -------- | ---- | ---- | ---- | ---- | ---- | ---- | ---- | ---- | ---- | ----------- |
| 男子單打 | 32強 | 16強 | 64強 | －   | 32強 | 16強 | 16強 | －   | 16強 | 64強 (退賽) |